# Gardez (stad)
Gardez, även Gardiz, (dari: گرديز) är en stad i östra Afghanistan, 100 kilometer söder om huvudstaden Kabul. Den är administrativ huvudort i provinsen Paktia och i distriktet Gardez. Staden ligger 2 308 meter över havet och antalet invånare var år 2012 cirka 104 000.